# Idioptera mcclureana
Idioptera mcclureana là một loài ruồi trong họ Limoniidae. Chúng phân bố ở miền Tân bắc.